# 白星笛鯛
白星笛鯛（学名：Lutjanus stellatus），又稱星點笛鯛，俗名 白點紅魚、紅魚、白點仔、黃翅仔、石蚌魚，為輻鰭魚綱鱸形目鱸亞目笛鯛科的其中一個種。其种加词“stellatus”意为“星斑的”。

## 分布
本魚分布於西北太平洋區，包括日本南部、台灣、中國東海、香港等海域。该物种的模式产地在日本宫崎, 香港有養殖, 為石蚌魚。

## 深度
水深0至30公尺。

## 特徵
本魚體呈紅褐色到黃褐色，幼魚頭部具斷續之不規則縱紋，成魚後則消失。主要特徵為背鰭硬軟棘交接處略後方之側線上方具有一明顯白色小斑點。尾鰭截形。鰓蓋後緣到胸鰭基有一稍斜的垂直橫斑。各鰭條均呈黃褐色。背鰭硬棘10枚，軟條14枚；臀鰭硬棘3枚，軟條8枚。側線鱗片數47至50枚。體長可達55公分。

## 生態
本魚喜棲息在珊瑚礁及岩礁之外圍，幼魚亦可在潮池中發現。以甲殼類和魚類為食。

## 經濟利用
大型食用魚類，味美，但數量較少，具經濟價值，可煮湯食用。